# Sonia Abdiche
Sonia Abdiche, née le 3 décembre 1996, est une escrimeuse algérienne. 

## Carrière
Elle remporte la médaille de bronze en sabre par équipes aux Championnats d'Afrique d'escrime 2014 et aux Championnats d'Afrique d'escrime 2015. Elle est médaillée d'argent en sabre par équipes aux Jeux africains de 2015 et aux Championnats d'Afrique d'escrime 2016.